# Artjom Anatoljewitsch Sedow

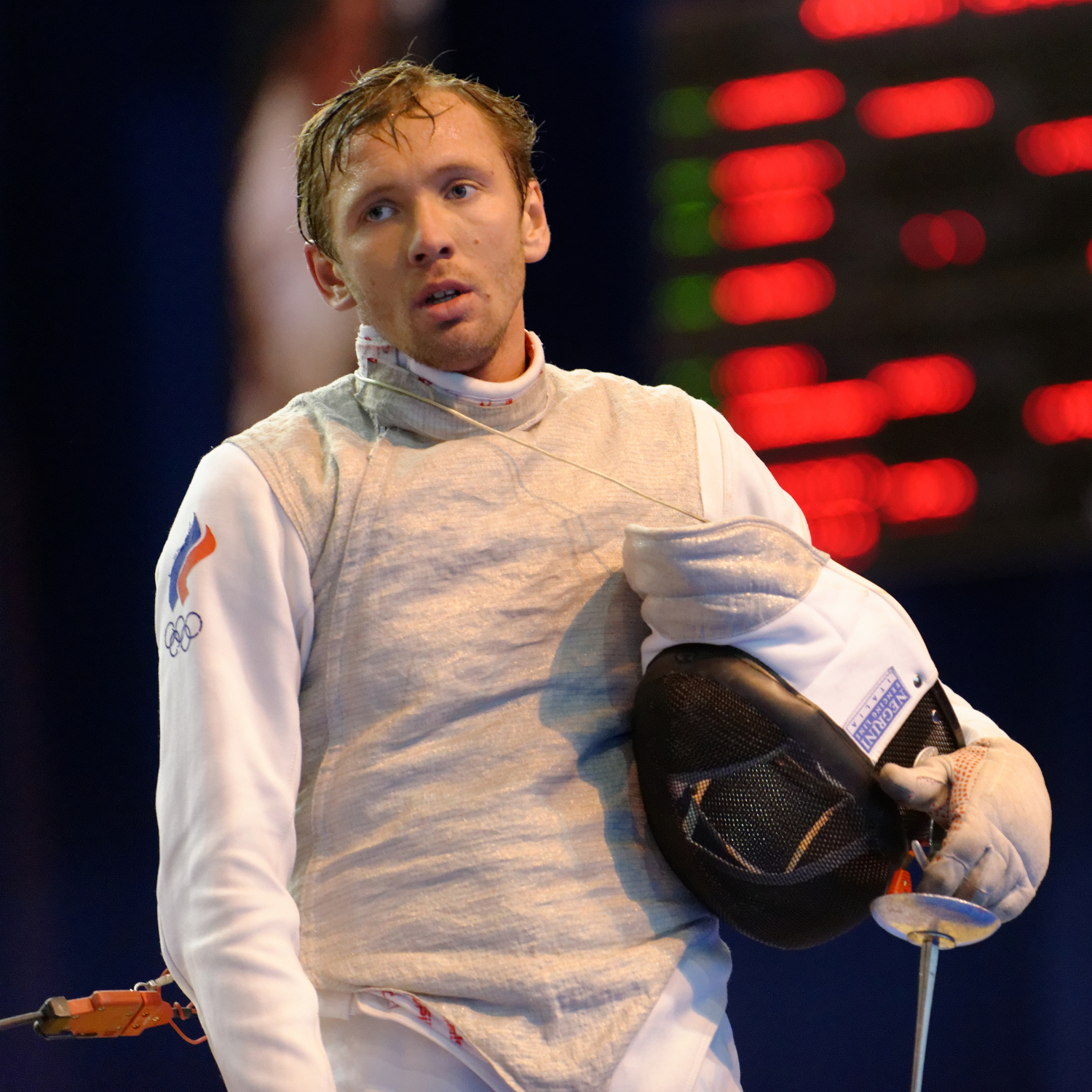
Beim Challenge International de Paris 2013

Artjom Anatoljewitsch Sedow (russisch Артём Анатольевич Седов; * 26. März 1984) ist ein russischer Florettfechter.

## Erfolge
Einen ersten internationalen Erfolg landete Sedow im April 2004 mit einem fünften Platz im Einzelwettbewerb der Juniorenweltmeisterschaft in Plowdiw.
2009 gewann er bei der Weltmeisterschaft in Antalya die Bronzemedaille im Einzel und mit der Mannschaft.
2005 bei den Europameisterschaften in Zalaegerszeg, 2009 in Plowdiw und 2010 in Leipzig errang er mit der Mannschaft jeweils Silber, im Florett-Einzel wurde es 2010 der achte Platz.
Bei der Europameisterschaft 2011 in Sheffield gewann die russische Mannschaft mit ihm die Bronzemedaille, nachdem sie das deutsche Team besiegt hatte.